# صموئيل بيرك بيرنت
صموئيل بيرك بيرنت (بالإنجليزية: Samuel Burk Burnett)‏ هو مربي ماشية أمريكي، ولد في 1849 في مقاطعة بيتز في الولايات المتحدة، وتوفي في 27 يونيو 1922 في فورت وورث في الولايات المتحدة.